# Беат Гербер
Беат Гербер (нім. Beat Gerber; * 16 травня 1982, м. Оберлангенег, Швейцарія) — швейцарський хокеїст, захисник. Виступає за СК «Берн» у Швейцарській національній лізі.
Вихованець хокейної школи ХК «Лангнау». Виступав за ХК «Лангнау», ХК «Ажуа», ХК «Вісп», СК «Берн».
В чемпіонатах Швейцарії — 554 матчі (21+43), у плей-оф — 48 матчів (3+4).
У складі національної збірної Швейцарії учасник чемпіонатів світу 2002, 2006, 2007, 2008 і 2011 (26 матчів, 0+1). У складі молодіжної збірної Швейцарії учасник чемпіонатів світу 2001 і 2002. У складі юніорської збірної Швейцарії учасник чемпіонатів світу 1999 і 2000.
Досягнення
- Чемпіон Швейцарії (2004, 2010, 2016).